# Game Boy

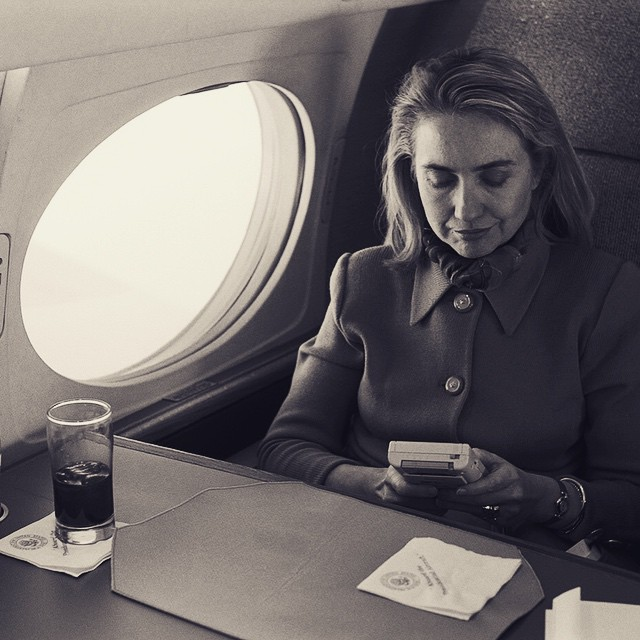
1993年希拉里·克林顿於專機上玩Game Boy

Game Boy（简称GB）是日本任天堂公司在1989年发售的第一代便携式掌上游戏机。Game Boy拥有三个改版机型，分别是小尺寸的Game Boy Pocket，加入背光功能的Game Boy Light，以及彩色的Game Boy Color。截止2003年3月23日停產後，Game Boy的全系列機種合計在全球累计销量為1億1869萬台，為目前世界上累計銷量第2位的掌上型遊戲機（第一位是任天堂DS）。任天堂Game Boy的下一代掌机为2001年推出的任天堂Game Boy Advance。

## 硬件
Game Boy具有四个按鍵︰“A”、“B”、“選擇”和“開始”，此外還有一個十字方向鍵。

### 技術參數
最初經典型 Gameboy 主機技術參數：
- 製造商：任天堂
- 發表時間：1989年
- 處理器：Z80－改良型 (8Bit) 時脈：4.194304 MHz
- 記憶體：8 KByte RAM
- 遊戲卡匣容量：256 KBit，512 KBit, 1 MBit，2 MBit, 4 MBit, 8 MBit, 16 MBit
- 聲音：4 聲道（矩形波2音 任意波1音 雜波1音） 立體聲，帶耳機
- 圖形：反射式點陣式 液晶螢幕，2.45”英寸，最大解析度 160×144 Pixel，四灰階
- 電源：4顆AA型（3號）電池（也可使用外接交流電源）

最初的Game Boy主機與當時的行動電話大小相當。配有一塊無夜光功能的黑、綠色小液晶顯示器，一個十字型方向操縱鈕、四個控制按鈕以及一個可見的單聲道揚聲器。在遊戲機的底部可以看到一個3.5毫米標準的立體聲耳機插孔。
遊戲軟體會放入ROM卡匣中出售，遊戲卡帶需要垂直放入Game Boy遊戲機的背面的上部。
在遊戲主機側面有一個聯機綫插孔，玩家可以通過Game Boy專用“連接線”與其他主機配和相應的遊戲聯機對戰，更有可供最多4名玩家同時聯機的橋接器，可使一部Game Boy與另外3部主機聯機。除此之外還有許多附件如：外接交流電電源、螢幕放大鏡、輔助燈、Game Boy照相機、Game Boy印表機。

### 特性
- 使用可以隨時更換的遊戲卡儲存遊戲。
- 為了能夠顯示所有遊戲畫面，Game Boy使用反射式四灰階液晶螢幕。此類螢幕常見於小型電子裝置如計算器、POS終端等，圖像由一個個液晶“方塊”構成，每個方塊可以顯示四種不同深度的灰色，螢幕本身不提供光源。
- 能够通過連接線與其他Game Boy通信，進行聯機對戰。
- 能够外置音箱

## 评价
自1989年4月21日在日本地区发行的前2个月，共有30万台游戏机售出。几个月后的1989年7月31日，Game Boy在北美地区发行。发行首日共售出4万台。

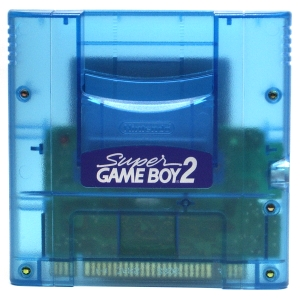
能轉換卡帶至超級任天堂的轉卡
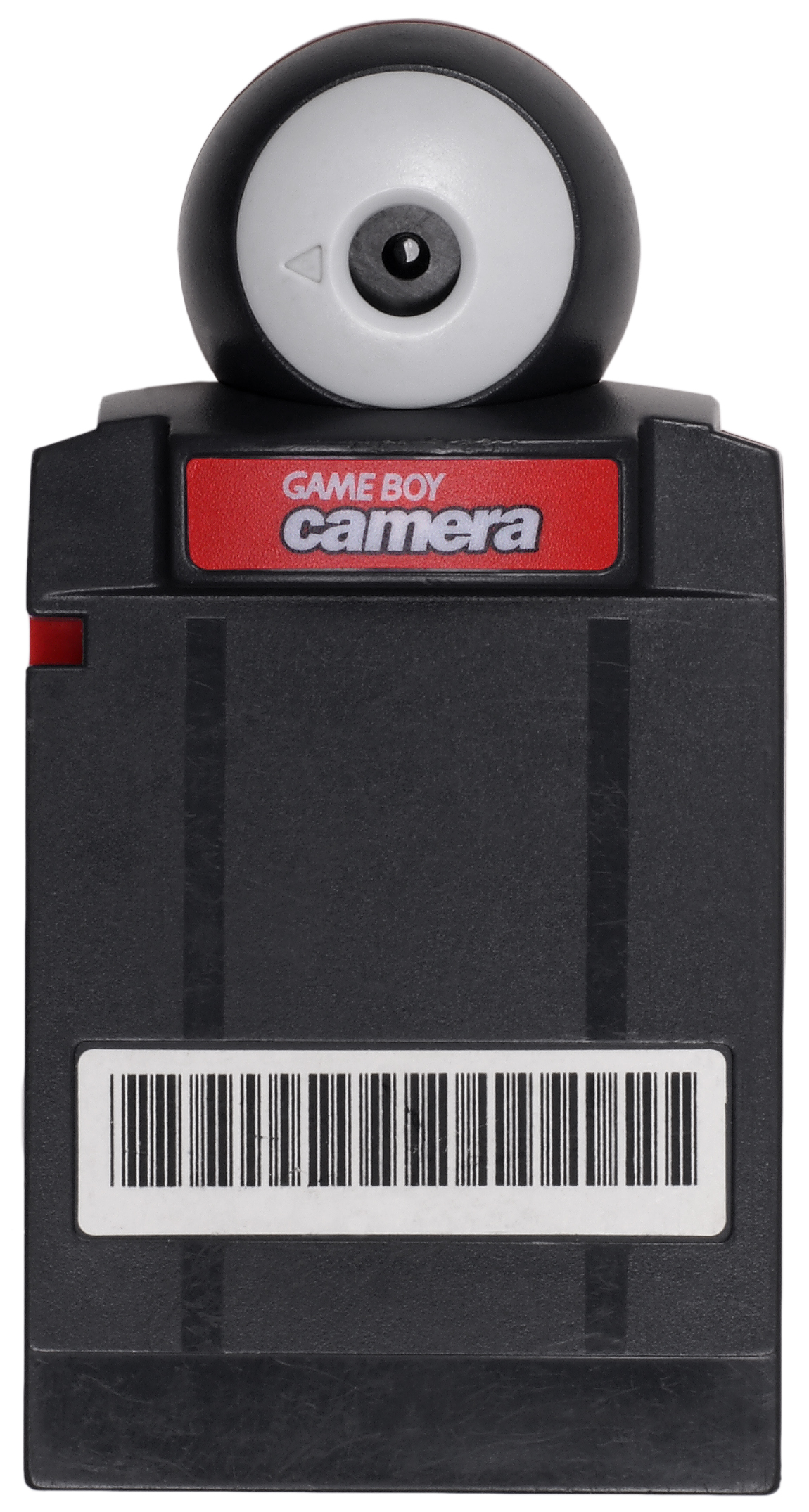
照相機卡
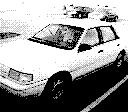
照相機卡拍出的效果
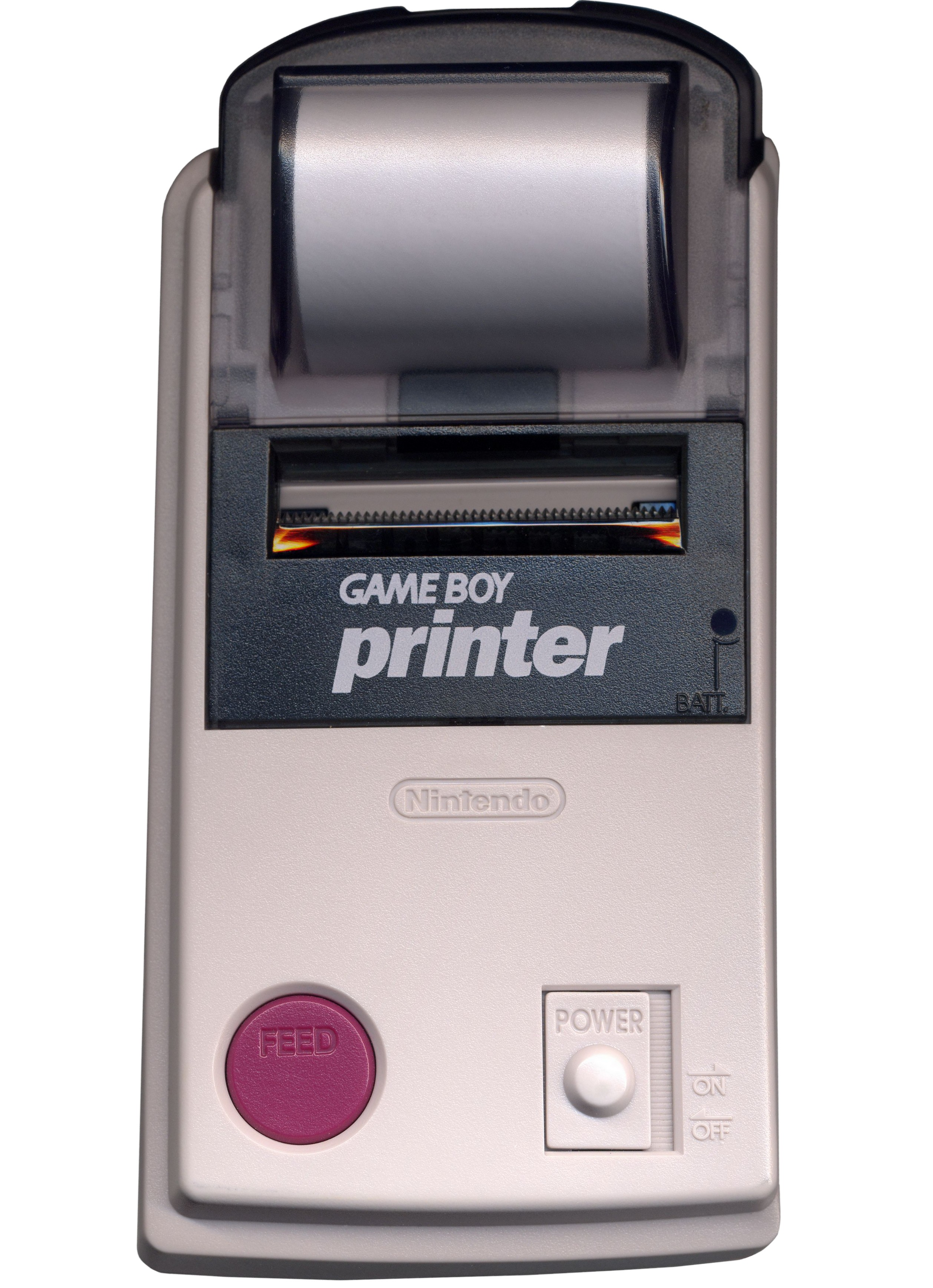
列印照相機卡照片的Game Boy Printer
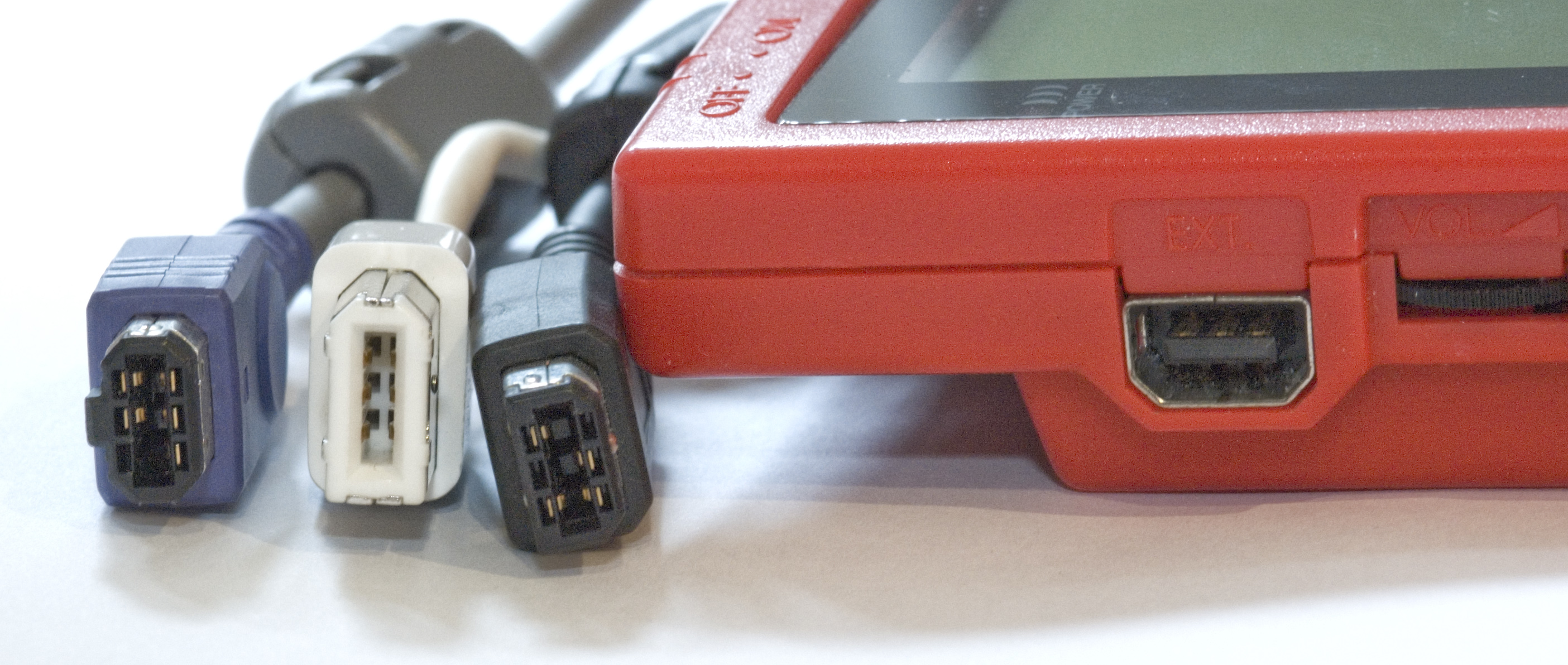
連線對打電纜

## 流行文化
相隔30年後，2020年香港歌手吳業坤歌曲「玩具成熟時」MV裡，青年男主角尋回一部Game Boy，藉此尋回失落的童心。